# Уханов, Игорь Николаевич
Игорь Николаевич Уханов (7 сентября 1970 — 12 апреля 2015) — советский и российский футболист, нападающий, полузащитник.

## Карьера
Воспитанник футбольной школы ленинградского «Зенита». С 1987 года играл за дублирующую команду. В 1989 году провёл 12 матчей в высшей лиге, в 1990 — два матча в первой. В 1989—1992 годах также выступал за «Динамо»/«Прометей-Динамо».
Уханова считали талантливым плеймейкером и прочили ему карьеру в сборной команде страны. Однако футболист стал злоупотреблять алкоголем и закончил профессиональную карьеру в 1996 году в команде третьей лиги «Карелия-Эрзи» Петрозаводск.
В 2002 году играл в любительском клубе «Оккервиль» СПб, принимал участие в ветеранских соревнованиях за сборную Петрозаводска.